# Trstenik
Pour les articles homonymes, voir Trstenik (homonymie).
Trstenik (en serbe cyrillique : Трстеник) est une ville et une municipalité de Serbie. Elles font partie du district de Rasina. Au recensement de 2011, la ville comptait 15 329 habitants et la municipalité dont elle est le centre 42 989.

## Géographie
Trstenik est située au centre de la Serbie, sur les bords de la Zapadna Morava ; la ville se trouve à 205 km de Belgrade, 115 km de Niš, 74 km de Kragujevac et 60 km de Čačak. Le territoire de la municipalité s'étend sur 448 km2 et se trouve à une altitude comprise entre 160 et 922 m. Les sommets les plus élevés du secteur sont les monts Samar (922 m), le point culminant des monts Gledić,  Mali vrh (922 m), Pogled (736 m) et Čikar (736 m).

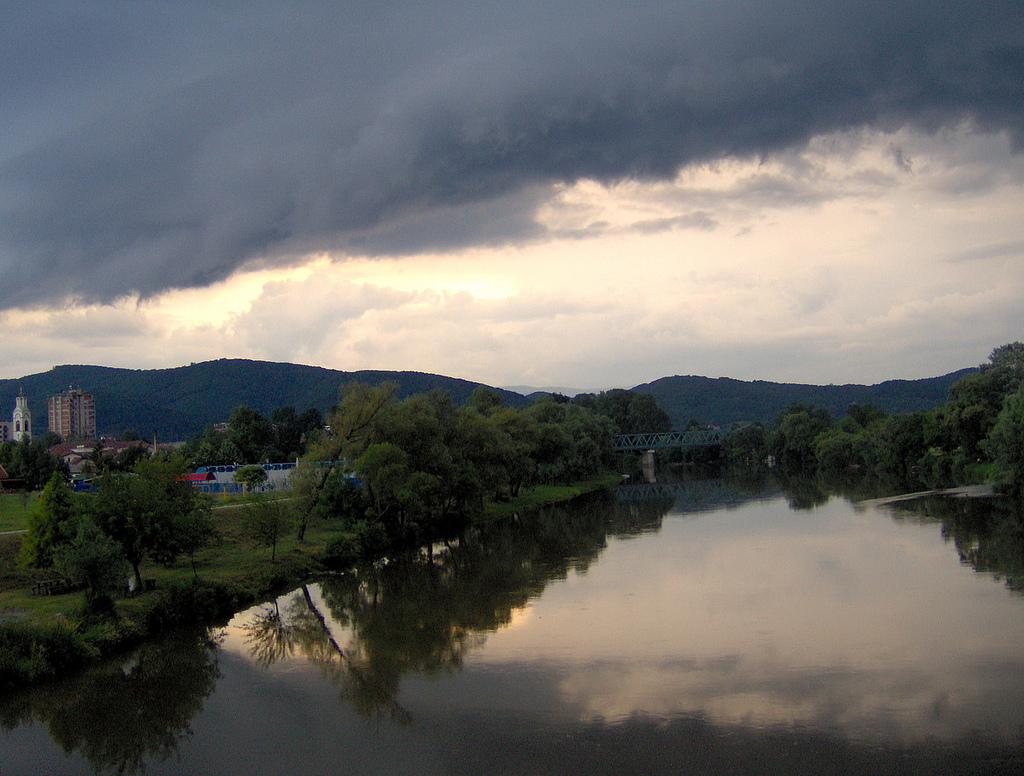
La Zapadna Morava à Trstenik

## Histoire
Le territoire de l'actuelle municipalité de Trstenik est peuplé depuis le Néolithique, ainsi qu'en témoignent les découvertes réalisées sur les sites archéologiques de Blagotin et de Stragari. Dans l'Antiquité, la région de la Zapadna Morava fut habitée par la tribu des Tribali et, au Ve siècle avant Jésus Christ, l'historien grec Hérodote évoque la rivière Angros (la Zapadna Morava). Au Ier siècle de notre ère, les Romains conquirent la région, la Morava servant de voie de communication entre les différentes provinces romaines. De cette période subsistent quelques vestiges, notamment celui d'un castrum à Stražba mais également à Bučje et à Dubica. La culture de la vigne était l'une des activités principales de la population.

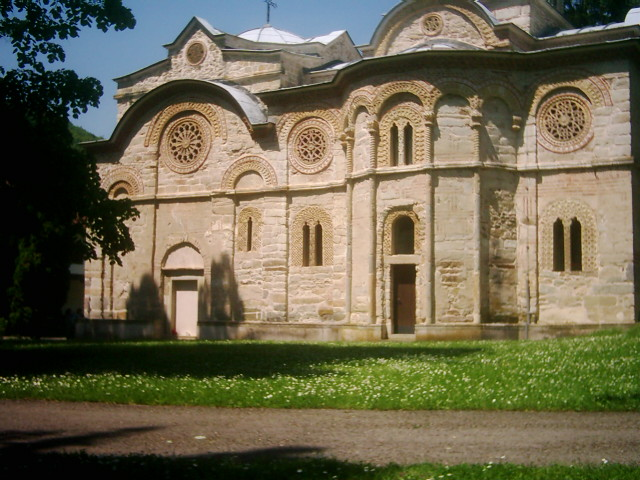
Le monastère de Ljubostinja

À l'époque de la dynastie médiévale serbe des Nemanjić, la région de Trstenik fit partie des župas de la Morava et de Levač. La ville est mentionnée pour la première fois dans la charte que le prince Lazar rédigea en 1381 lors de la fondation du monastère de Ravanica, les cités de Trstenik, Veluće et Ribnik constituant des métochions du monastère ; cette charte est aujourd'hui conservée à la bibliothèque de Bologne. De la période médiévale subsistent les monastères de Ljubostinja et de Veluće, construits au XIVe siècle et caractéristiques de l'école d'architecture de la Morava.
En 1427, les Ottomans s'emparèrent de la ville de Kruševac et, sur le territoire de Trstenik, ils construisirent une forteresse à Grabovac, village alors connu sous le nom de Jerenin grad. Après la chute définitive du despotat de Serbie en 1459, Trstenik devint une ville d'étape pour les caravanes turques. Un rapport établi par des agents de renseignement autrichiens en 1784 décrit Trstenik comme une localité orientale possédant 47 foyers turcs et 17 foyers chrétiens, une mosquée en pierre, deux hans et quelques magasins d'artisanat. À cette époque, Trstenik se trouvait à 2 km à l'ouest de la ville actuelle, près du village d'Osaonica ; la localité porte aujourd'hui le nom de Stari Trstenik, le « vieux Trstenik ».
Après l'autonomie de la principauté de Serbie, Miloš Obrenović fit construire l'actuelle ville de Trstenik dans les années 1832-1838, sur un plateau situé sur la rive droite de la Morava, le site ayant été retenu comme propice à l'extension de la cité. De fait, la čaršija de Trstenik se développa progressivement et la ville devint le centre administratif d'un comté comprenant les villages de l'actuelle municipalité ainsi qu'une partie de l'actuelle municipalité de Vrnjačka Banja. Au centre de la nouvelle localité se trouvait une place avec un marché, des églises et des boutiques. Les marchands de la ville se firent construire des maisons, dont la plus célèbre est celle du riche notable Petar Katić. Dans les années 1870, la ville fut dotée d'une nouvelle école élémentaire, d'une poste et d'une pharmacie ; on y construisit des banques ainsi que le premier moulin à vapeur. En 1899, un pont en acier fut construit sur la Morava et, l'année suivante, la nouvelle église de la Sainte-Trinité fut édifiée dans la ville. À la suite du développement économique de la région, la ligne de chemin de fer Stalać-Kraljevo fut construite en 1910, reliant Trstenik au reste de la Serbie et permettant à la ville d'exporter ses productions en Autriche et dans les autres pays européens.
Après la Première Guerre mondiale, de nouvelles constructions furent réalisées dans la cité et une grande partie de la vieille ville actuelle date de cette époque. Après la Seconde Guerre mondiale, Trstenik connut un important développement industriel, notamment avec la création de la société Prva petoletka, qui devint l'un des fleurons de l'industrie hydraulique et pneumatique de la ex-Yougoslavie, exportant ses produits dans le monde entier. En revanche, la ville, comme toutes celles de Serbie, a été éprouvée par la crise économique des années 1990 liée aux guerres de Yougoslavie.

## Localités de la municipalité de Trstenik

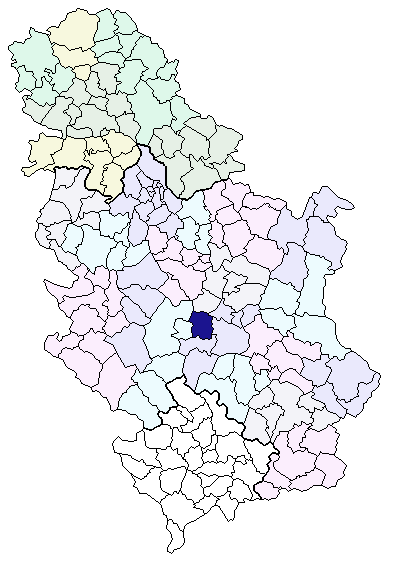
Localisation de la municipalité de Trstenik en Serbie

La municipalité de Trstenik compte 51 localités :
| - Bogdanje - Božurevac - Brezovica - Bresno Polje - Bučje - Velika Drenova - Veluće - Golubovac - Gornja Omašnica - Gornja Crnišava - Gornji Dubič - Gornji Ribnik - Grabovac | - Donja Omašnica - Donja Crnišava - Donji Dubič - Donji Ribnik - Dublje - Jasikovica - Kamenjača - Levići - Loboder - Lozna - Lopaš - Mala Drenova - Mala Sugubina | - Medveđa - Mijajlovac - Milutovac - Okruglica - Osaonica - Odžaci - Pajsak - Planinica - Poljna - Popina - Počekovina - Prnjavor - Rajinac | - Riđevštica - Riljac - Rujišnik - Selište - Stari Trstenik - Stopanja - Stragari - Stublica - Tobolac - Trstenik - Ugljarevo - Čairi |

Trstenik est officiellement classée parmi les « localités urbaines » (en serbe : градско насеље et gradsko naselje) ; toutes les autres localités sont considérées comme des « villages » (село/selo).

## Démographie

### Ville

#### Évolution historique de la population dans la ville
| 1948  | 1953  | 1961  | 1971  | 1981   | 1991   | 2002   | 2011   |
| ----- | ----- | ----- | ----- | ------ | ------ | ------ | ------ |
| 3 273 | 5 312 | 7 226 | 9 957 | 13 239 | 18 441 | 17 180 | 15 329 |

## Politique
À la suite des élections locales serbes de 2008, les 36 sièges de l'assemblée municipale de Trstenik se répartissaient de la manière suivante :
| Parti                        | Sièges |
| ---------------------------- | ------ |
| Parti démocratique           | 10     |
| G17 Plus                     | 8      |
| Liste « Naš dom Srbija »     | 5      |
| Mouvement serbe du renouveau | 5      |
| Nouvelle Serbie              | 4      |
| Parti démocratique de Serbie | 4      |

Stevan Đaković, membre du Parti démocratique du président Boris Tadić, a été élu président (maire) de la municipalité ; il dirigeait la Coalition politique|coalition Pour une Serbie européenne, soutenue par le président Tadić et constituée du Parti démocratique, du parti G17 Plus et du Mouvement serbe du renouveau. Il a succédé à Radovan Radović-Raka, qui drigeait quant à lui la liste « Naš dom Srbija » (« Notre maison la Serbie ».

## Culture

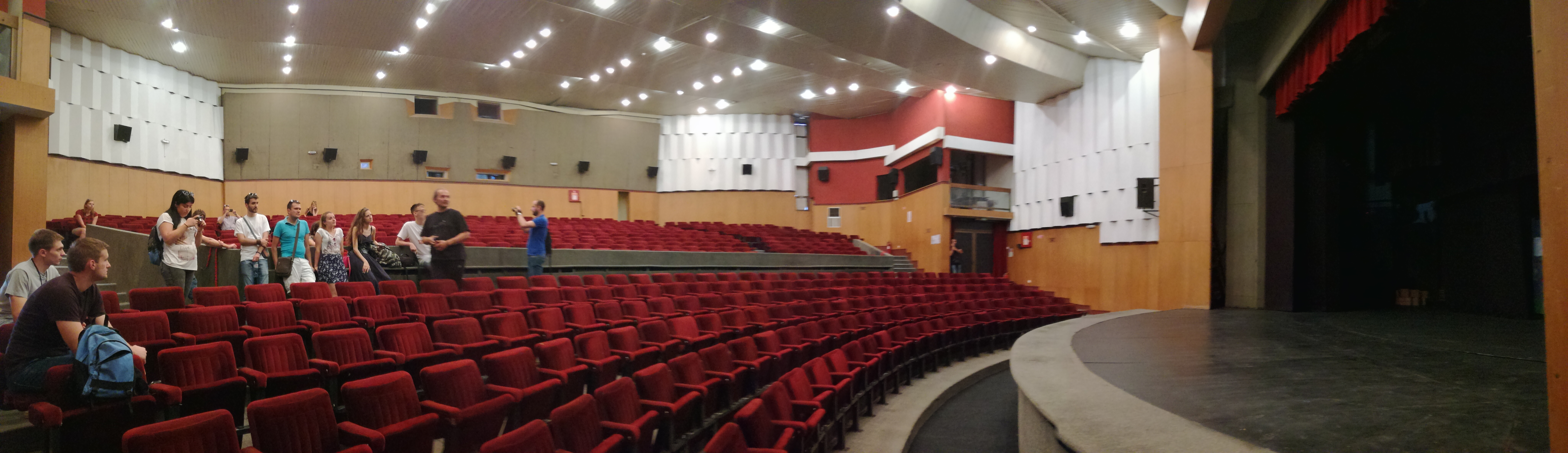
Théâtre en Trstenik

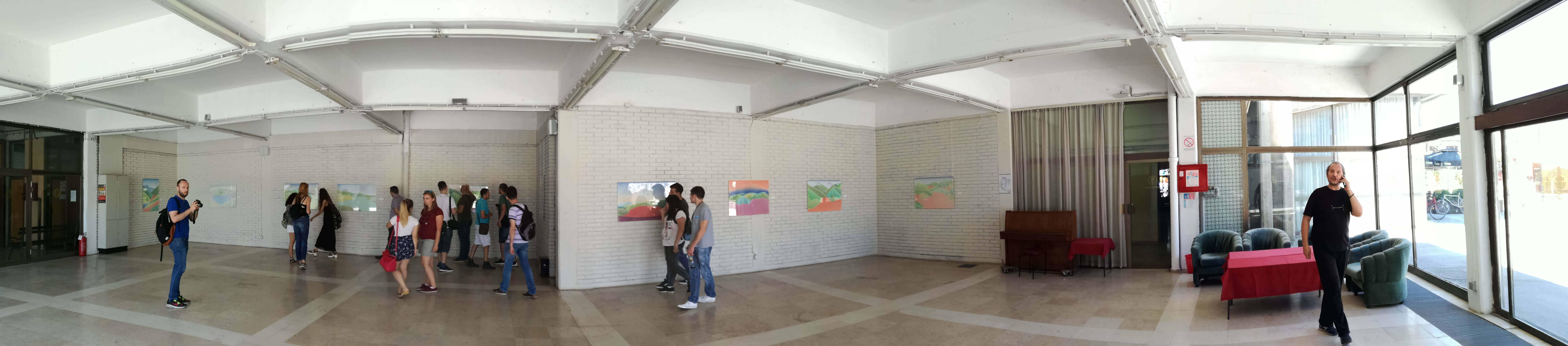
Galerie d'art à Trstenik

Trnstenik possède un musée ethnographique, ainsi que d'autres institutions culturelles comme l'Université nationale, le Centre culturel et le Centre éducatif. La Bibliothèque nationale Jefemija fonctionne comme une institution indépendante depuis 1997 ; elle possède un fonds de plus de 15 000 ouvrages.

## Économie
L'agriculture emploie 35 % de la population active de la municipalité de Trstenik. La région est particulièrement connue pour sa production de cultures maraîchères (tomates, concombres, oignons, poivre) et pour sa production de fruits. On y cultive aussi la vigne et les fleurs.
Sur le plan industriel, l'entreprise principale de la ville est la holding Prva Petopletka, qui fabrique des composants hydrauliques (pompes, valves etc.) et propose des services.

## Tourisme

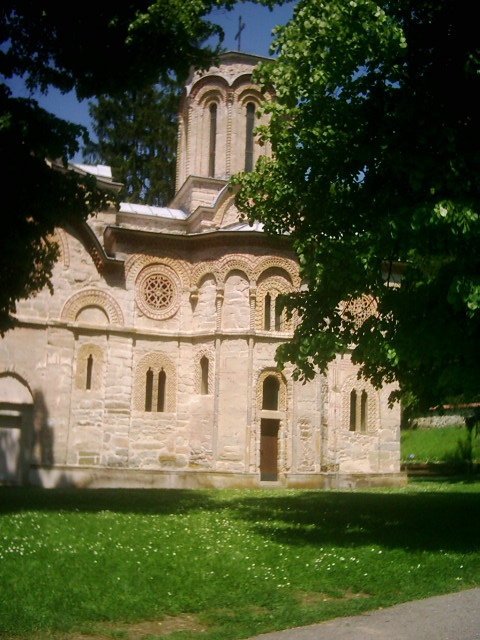
Le monastère de Ljubostinja

La région de Trstenik offre des possibilités diverses pour le tourisme, notamment pour les amateurs de randonnée. Il est également possible d'y pratiquer les sports aériens, encadrés par l'aéroclub Trstenik, créé en 1923.
L'un des monuments les plus importants de la municipalité de Trstenik est le monastère de Ljubostinja, fondé en 1388 par le prince Lazar Hrebeljanović, juste avant la bataille de Kosovo Polje ; d'après la légende, il fut construit à l’emplacement même où le prince Lazar avait rencontré pour la première fois la princesse Milica, qui allait devenir sa femme ; l'église du monastère conserve des fresques du début du XVe siècle. Le monastère de Veluće, quant à lui, date également du XIVe siècle ; son église est considérée comme la plus ancienne édifiée dans le style de l'école de la Morava. À Trstenik même, l'église de la Sainte-Trinité construite entre 1898 et 1900, caractéristique de l'architecture néo-byzantine, a été conçue sur le modèle de celle du roi Milutin au monastère de Hilandar. Le centre-ville de Trstenik conserve quelques maisons anciennes, dont la Maison Katić (en serbe : Kuća Katića), qui remonte au milieu du XIXe siècle.

## Transports
Trstenik se trouve sur la route européenne E761, qui relie la ville à Kruševac et Ćićevac vers l'est et le nord-nord et, au-delà à la route E75 (autoroute Belgrade-Niš) et à Kraljevo et Čačak vers le nord-ouest. La ville est traversée par la voie de chemin de fert Kraljevo-Stalać et, à proximité, se trouve un petit aéroport qui accueille des appareils de tourisme.

## Personnalités
- Dobrica Ćosić, homme politique et écrivain, né à Velika Drenova, près de Trstenik ;
- Verica Kalanović, femme politique
- Nebojša Bradić, homme de théâtre et homme politique
- Marko Baša, footballeur

## Coopération internationale
Trstenik a signé des accords de coopération avec les villes suivantes :
- Koutchévichté (Macédoine)
- Laško (Slovénie)
- Čelinac (Bosnie-Herzégovine)